# 芭比之聖誕歡歌
《芭比之聖誕歡歌》（英語：Barbie in A Christmas Carol）是環球影業於2008年11月4日以DVD的形式發售的錄影帶首映動畫作品。該作為芭比動畫系列的第14部電影。該作也是芭比動畫系列的第一部節慶主題影片，改編自查尔斯·狄更斯的著名兒童小說《聖誕頌歌》（A Christmas Carol）。
台灣於2008年12月26日由得利影視股份有限公司代理發行DVD，2010年10月8日再版發行。之後於2015年11月20日由傳訊時代多媒體股份有限公司再版發行DVD。
香港於2008年12月5日由洲立影視有限公司代理發行DVD。
中国大陆由中国录音录像出版总社出版，中录华纳家庭娱乐有限公司发行VCD和DVD。之后DVD又由新汇集团上海声像出版社有限公司再版发行。

## 劇情
芭比的妹妹凱莉討厭過聖誕節，寧願自己待在屋裡。於是芭比就把自己珍藏的聖誕水晶雪球給了凱莉，還給她講起了伊甜的故事……
伊甜絲達琳是維多利亞女王時代的一位歌劇舞台明星，她美麗又有才華，在台上她給觀眾們唱聖誕頌歌，但在台下她卻非常討厭聖誕節，並且是一個高傲自大、自私自利的人。在她手下工作的服裝設計師，同時也是她的好朋友凱薩琳打算回家和家人們一起慶祝聖誕節，其他工作夥伴們也都盼望着聖誕假期。而伊甜卻不給他們放假，並要求他們留下來繼續為她工作，還威脅說如果他們私自走了的話就要開除他們。伊甜的瑪莉姑媽是一個非常嚴厲的人，為了培養伊甜成為大明星，在伊甜小的時候就總是給她灌輸“在這個自私的世界裡，只有自私才能成功”的理念，以至於讓伊甜從小就養成了自私自利的性格。
一天晚上，伊甜在熟睡時，瑪莉姑媽的靈魂出現在了臥室裡，並將伊甜和她的寵物貓咪查斯威特給吵醒了。瑪莉姑媽的身上被自私的枷鎖給束縛着，她想要彌補自己曾經犯下的錯誤，重新改變伊甜的人生，讓她知道這個世界並不是自私的。可伊甜並不相信瑪莉姑媽此時說的話，她依舊堅持自我，並說自私自利正是她教會她的，伊甜還以為這是有人在故意捉弄她。於是瑪莉姑媽請了三個聖誕仙子來幫助伊甜認清自己的錯誤。午夜時分，伊甜被過去聖誕仙子給吵醒了，過去聖誕仙子帶領着伊甜和貓咪查斯威特穿過魔法時空隧道來到了伊甜小時候的情景，那是一個聖誕節，可伊甜的家裡卻沒有聖誕裝飾也沒有聖誕禮物，而是被嚴厲的瑪莉姑媽要求去練習彈琴唱歌，不允許她過聖誕節。然而伊甜卻趁瑪莉姑媽熟睡時偷偷溜出了家，滑着雪橇來到凱薩琳的家裡過聖誕節，凱薩琳的家人都非常歡迎她，還和凱薩琳一起表演節目慶祝聖誕，雖然她沒有給他們帶去聖誕禮物，但她卻把最甜美的歌聲送給了大家，凱薩琳把一個美麗的聖誕水晶雪球作為聖誕禮物送給了伊甜。然而正當大家都沉浸在聖誕節的溫馨快樂之時，瑪莉姑媽找上門來……在一旁看着過去所發生這一切的伊甜感到十分害怕，請求過去聖誕仙子將她帶了回去。伊甜依舊不為所動，為了安慰自己，表面上還是說“在這個自私的世界裡，只有自私才能成功”。當伊甜睡到凌晨1點的時候，現在聖誕仙子將她吵醒了，現在聖誕仙子把伊甜帶到了現在所發生的一切，伊甜看到在她手下工作的夥伴們很不滿意伊甜不給他們放假去過聖誕節，還把爛番茄扔在她的畫像上，伊甜感到十分生氣，並說要開除他們，讓現在聖誕仙子馬上帶她離開這裡。於是現在聖誕仙子又將伊甜帶到了一個孤兒院，在這裡伊甜明白了她的好朋友凱薩琳為什麼要瞞着她在外面搞副業了，原因是凱薩琳在業餘時間給孤兒院的孩子們縫製聖誕節禮服，還觀看了他们的聖誕節表演，凱薩琳還跟孩子們說伊甜很關心他們，祝他們聖誕節快樂。看到這一切的伊甜被感动了，然而凱薩琳卻不能再多留一會，因為她還要回去為伊甜工作，伊甜願意讓她再多留一會，然而伊甜的改觀卻讓現在聖誕仙子感到十分意外，並嘲諷了她一番，讓她認識到自己和從前有什麼不同。伊甜又在床上等到了第三個聖誕仙子來找她，未來聖誕仙子帶領伊甜進入了未來時空隧道，讓她勇敢面對自己的恐懼，看到她即將有可能發生的未來。伊甜看到了她因為搞砸了舞台表演而落魄不堪的樣子，伊甜突然在窗戶上撿到一張傳單，得知凱薩琳成為了有名的服裝設計師，她已經很久沒有見過凱薩琳了，於是她去找凱薩琳，打算請求她的幫助。沒想到的是凱薩琳變成了跟她一樣自私自利的人，在聖誕節時不給員工放假，伊甜感到很意外，說這一點也不像凱薩琳，倒覺得像……。凱薩琳和伊甜見面後說她已經很久沒有過聖誕節了，一到節日她就很心酸，還說這是在伊甜開除她的那天起變成這樣的，還告訴伊甜說她給她上了一堂課，證明她是對的，教會了她“這是一個自私的世界，只有自私才能成功”。但是伊甜卻說她現在並不是很確定這樣做是對的，但凱薩琳依舊堅持自我，說她曾經盡心盡力照顧過伊甜，也幫助過很多人，還有孤兒院的孤兒們，結果她卻落得個被開除的結局，之後她四處找工作，而且還離家很遠，結果等到她回來的時候一切都沒有了，那個曾經她幫助過的孤兒院也被迫關閉了，本來她打算想收養一個孤兒，結果孤兒們全都被四處分散，前往不同的地方乞討養活自己。凱薩琳說她得到了教訓，關心別人沒有用，她只關心她自己，看她現在有多出名，就像伊甜以前那樣，於是凱薩琳拒絕幫助伊甜。看到這一切的伊甜認清了自己的錯誤，並在一旁勸說凱薩琳，可凱薩琳卻聽不到她在說什麼。
伊甜很害怕自己的未來會變成這樣，當她從床上醒來時，她想她還有機會改正自己的錯誤，於是她穿上聖誕節禮服為在自己手下工作的夥伴們準備了聖誕節禮物，還給他們分發了獎金，讓他們回家去過聖誕節，大家都被伊甜的善舉所感動，紛紛向伊甜致謝，祝她聖誕節快樂。伊甜還與凱薩琳一起去看了孤兒院的孩子們，並宣佈要以自己的名義資助孤兒院，把最好的帶給孩子們。凱薩琳感到十分驚訝，她不知道伊甜是怎麼知道這些事的，而伊甜回答她說好像是在夢裡知道的，并真誠感謝凱薩琳幫助了孤兒院的孩子們。同時凱薩琳還買下了一輛跑得最快的馬車，讓凱薩琳搭乘這輛馬車回家過聖誕節，凱薩琳邀請伊甜和她一起去，伊甜拿出了凱薩琳曾經送給她的聖誕水晶雪球，並說要將它永遠傳承下去。因為路上積雪，馬車不能正常前行，於是聖誕水晶雪球裡的三個聖誕仙子頓時顯靈，她們共同施展魔法將有輪子的馬車變成了雪橇馬車。她們告別了孤兒院的孩子們，一起回家歡慶聖誕。

## 配音員
| 角色                                        | 英語原聲                                                  | 國語配音    | 國語配音 | 國語配音 |
| 角色                                        | 英語原聲                                                  | 中国大陆    | 台湾     | 广东话   |
| ------------------------------------------- | --------------------------------------------------------- | ----------- | -------- | -------- |
| 芭比（Barbie）                              | 凱莉·謝里丹                                               | 锺薇        | 傅其慧   | 潘芳芳   |
| 伊甜絲達琳（Eden Starling）                 | 莫文娜·班克斯（對白） 梅丽莎·莱昂斯（唱歌）               | 锺薇        | 傅其慧   | 潘芳芳   |
| 小伊甜絲達琳（Young Eden Starling）         | 普鲁登斯·爱德华兹（對白） 莉安·阿拉亚（唱歌）             | 锺薇        | 傅其慧   | 潘芳芳   |
| 凱薩琳（Catherine）                         | 坎笛絲·麥克魯（對白） 肖妮塔·弗莱明（唱歌）               | 小英        | 丘梅君   | 郭碧珍   |
| 小凱薩琳（Young Catherine）                 | 坎笛絲·麥克魯（對白） 肖妮塔·弗莱明（唱歌）               | 小英        | 丘梅君   | 郭碧珍   |
| 查斯威特（Chuzzlewit）                      | 凱斯琳·巴爾                                               | 原聲        | 原聲     | 原聲     |
| 瑪莉姑媽（Aunt Marie）                      | 帕姆·海厄特                                               | 谢佳        | 孫若瑜   | 謝月美   |
| 過去聖誕仙子（Spirit of Christmas Past）    | 塔碧莎·卓曼（對白） 莉安·阿拉亚（唱歌）                   | 小丽        | 錢欣郁   | 黃紫嫻   |
| 現在聖誕仙子（Spirit of Christmas Present） | 凱斯琳·巴爾（對白） 丽莎·罗斯（唱歌）                     | 李俊英      | 孫若瑜   | 林小寶   |
| 未來聖誕仙子（Spirit of Christmas Future）  | 格温妮丝·沃尔什（對白） 凯莉·贝克比（唱歌）               | 谢佳        | 王華怡   | 杜雯惠   |
| 莫里斯（Maurice）                           | 法布里斯·格罗弗（對白） 汤姆·菲特（唱歌）                 | 赵威        | 康殿宏   | 李建良   |
| 弗瑞迪（Freddy）                            | 卢克·史密斯（對白） 安东尼·菲特（唱歌）                   | 红河        | 李世揚   | 陳旭恆   |
| 小安、小娜（Ann, Nan）                      | 珊农·陈-肯特（對白） 莉安·阿拉亚（唱歌）                  | 黄诗琪 李霞 | 錢欣郁   | 麥智鈞   |
| 譚咪（Tammy）                               | 阿美莉娅·提丽普拉·亨德森（對白） 迈克尔·安·安贡内（唱歌） | 小丽        | 王華怡   | 葉心怡   |
| 孤兒院院長（Orphanage Head）                | 法布里斯·格罗弗                                           | 张立昆      | 康殿宏   | 李建良   |
| 柏斯（Boz）                                 | 泰瑞·克拉森                                               | -           | 李世揚   | -        |
| 彼得諾太太（Mrs. Beadnell）                 | 梅丽莎·劳埃德                                             | -           | 王華怡   | -        |
| 多麗太太（Mrs. Dorrit）                     | 凱斯琳·巴爾                                               | 李俊英      | -        | 蘇青鳳   |
| 祖格（Jacob）                               | 摩根·罗夫                                                 | 赵彦豪      | -        | 馮俊軒   |
| 催眠師（Hypnotist）                         | 泰瑞·克拉森                                               | -           | -        | 古明華   |
| 凱莉（Kelly）                               | 阿美莉娅·提丽普拉·亨德森                                  | -           | -        | -        |

## 配音譯製人員
中国大陆國語版工作人員
- 翻译：杨耀泰
- 导配：蔡济生
- 收音师：刘珈
- 混音：袁定业
- 统筹：赵律忻
- 录制：创声配音制作有限公司

廣東話版工作人員
- 翻譯：楊耀泰
- 導配：謝月美
- 收音師：劉珈
- 混音：袁定業
- 統籌：趙律忻
- 錄製：創聲配音製作有限公司

台灣國語版工作人員
- 翻譯：林伶倩
- 聲音導演：孫世憶
- 錄音師：鄭維芝
- 混音師：林啓榮
- 技術總監：陳國偉
- 錄製：偉憶數位科技股份有限公司

## 備註
1. 1 2  依照芭比系列電影上映次序。

## 資料來源
1. ↑  . IMDb.COM. 2022-01-28  [2022-01-28]. （原始内容存档于2022-01-28） （英语）.
2. ↑  . 2022-01-28  [2022-01-28]. （原始内容存档于2022-01-28） （中文（香港））.
3. ↑  . 2022-01-28  [2022-01-28]. （原始内容存档于2022-01-28） （中文（臺灣））.
4. ↑  . 2022-01-28  [2022-01-28]. （原始内容存档于2022-01-28） （中文（臺灣））.
5. ↑  . 2022-01-28  [2022-01-28]. （原始内容存档于2022-01-28） （中文（臺灣））.
6. ↑  . 2022-01-28  [2022-01-28]. （原始内容存档于2022-01-28） （中文（香港））.

## 外部鏈接
- 《芭比之聖誕歡歌》 （页面存档备份，存于） - 環球影業家庭娛樂（英文）
- 在Netflix上觀看《芭比之聖誕歡歌》
- 互联网电影数据库（IMDb）上《芭比之聖誕歡歌》的资料（英文）
- 豆瓣电影上《芭比之聖誕歡歌》的資料 （简体中文）
- AllMovie上《芭比之聖誕歡歌》的资料（英文）
- 爛番茄上《芭比之聖誕歡歌》的資料（英文）